# Komornicy (film)
Komornicy (ang. Repo Man) – amerykański film fabularny z 1984 roku. Wyreżyserowany został przez Aleksa Coksa, w roli głównej wystąpił Emilio Estevez. Film uznawany jest w niektórych kręgach za kultowy - znalazł się na 7. miejscu listy 50 najbardziej kultowych filmów tygodnika Entertainment Weekly.

## Fabuła
Młody punkowiec Otto rzuca dotychczasową posadę w supermarkecie z powodu nieporozumień z szefostwem i kolegami z pracy. Niedługi czas po tym jego dziewczyna zrywa z nim, zarzucając mu bycie niczym więcej niż "dużym dzieciakiem". Na jego oczach idzie do łóżka z innym chłopakiem. Dodatkowo Otto dowiaduje się, że jego rodzice przekazali obiecane mu na naukę pieniądze telewizyjnemu ewangeliście. Sfrustrowany chłopak włócząc się po ulicach miasta natrafia na Buda, który namawia go do pomocy w prowadzeniu auta, wciskając mu mocno naciąganą historię o ciężarnej żonie. Otto pomimo wahań przyjmuje propozycję. Gdy jest już po wszystkim, okazuje się, że pomógł grupie komorników w kradzieży, czy też raczej "odzyskaniu" samochodu. Początkowo odmawia dalszej współpracy, jednak pieniądze uzyskane za pierwszą "robotę" pomagają mu zmienić zdanie. W ten sposób zostaje Komornikiem (ang. Repo Man).
Dość szybko odkrywa, że świat, w który wstąpił bardzo odbiega od jego wyobrażeń o pracy komorników. Powoli przyzwyczaja się do swojego nowego, oderwanego od rzeczywistości życia, przepełnionego brawurowymi kradzieżami, ekscentrycznymi postaciami i niezdrową rywalizacją. Przyjdzie mu zmierzyć się z byłymi przyjaciółmi, teoriami o UFO, agentami FBI oraz konkurencyjną agencją komorniczą. Na dodatek na horyzoncie pojawia się zielony Chevy Malibu z 1964 roku, prowadzony przez tajemniczego, obłąkanego mężczyznę i posiadający równie tajemniczy ładunek w bagażniku. Za samochód zostaje wyznaczona ogromna nagroda.

## Główne role
- Harry Dean Stanton - Bud
- Emilio Estevez - Otto
- Tracey Walter - Miller
- Olivia Barash - Leila
- Sy Richardson - Lite
- Susan Barnes - Agent Rogersz
- Fox Harris - J. Frank Parnell
- Tom Finnegan - Oly
- Del Zamora - Lagarto